# Nîmes Olympique 2014-2015
Questa voce raccoglie le informazioni riguardanti il Nîmes Olympique nelle competizioni ufficiali della stagione 2014-2015. 

## Rosa
| N. |                    | Ruolo | Calciatore                   |
| -- | ------------------ | ----- | ---------------------------- |
| 1  | Francia (bandiera) | P     | Mathieu Michel               |
| 2  | Francia (bandiera) | D     | Jérémy Cordoval              |
| 4  | Senegal (bandiera) | C     | Ousmane Cissokho             |
| 5  | Serbia (bandiera)  | C     | Nenad Kovačević              |
| 6  | Francia (bandiera) | C     | Jonathan Parpeix             |
| 7  | Francia (bandiera) | C     | Mathieu Robail               |
| 8  | Francia (bandiera) | A     | Toifilou Maoulida (capitano) |
| 10 | Tunisia (bandiera) | C     | Larry Azouni                 |
| 12 | Francia (bandiera) | D     | Romain Élie                  |
| 14 | Francia (bandiera) | C     | Abdelhakim Omrani            |
| 15 | Francia (bandiera) | A     | Alexandre Mendy              |
| 16 | Francia (bandiera) | P     | Gauthier Gallon              |

| N. |                    | Ruolo | Calciatore             |
| -- | ------------------ | ----- | ---------------------- |
| 17 | Algeria (bandiera) | D     | Féthi Harek            |
| 19 | Francia (bandiera) | D     | Romain Sartre          |
| 20 | Francia (bandiera) | C     | Jonathan Lacourt       |
| 21 | Francia (bandiera) | C     | Riad Nouri             |
| 22 | Francia (bandiera) | D     | Kévin Renaut           |
| 23 | Francia (bandiera) | C     | Anthony Briançon       |
| 25 | Francia (bandiera) | A     | Anthony Koura          |
| 27 | Francia (bandiera) | D     | Anthony Marin          |
| 28 | Marocco (bandiera) | C     | Abdel Hsissane         |
| 29 | Francia (bandiera) | D     | Fabien Barillon        |
| 30 | Francia (bandiera) | P     | Anthony Kasparian      |
|    | Grecia (bandiera)  | A     | Panagiōtīs Vlachodīmos |